# Gran Premio di superbike di Laguna Seca 2003
Il Gran Premio di superbike di Laguna Seca 2003 è stato l'ottava prova su dodici del campionato mondiale Superbike 2003, disputato il 13 luglio sul circuito di Laguna Seca, in gara 1 ha visto la vittoria di Pierfrancesco Chili davanti a Neil Hodgson e James Toseland, la gara 2 è stata vinta da Rubén Xaus che ha preceduto Neil Hodgson e Chris Walker. In entrambe le gare i piloti giunti sul traguardo sono stati così pochi, che non sono stati assegnati tutti i punti disponibili per la classifica mondiale.
Non era prevista nessuna tappa statunitense nel campionato mondiale Supersport 2003.

## Risultati

### Gara 1

#### Arrivati al traguardo[3]
| Pos. | Nº  | Pilota              | Squadra               | Motocicletta       | Giri | Tempo     | Griglia | Punti |
| ---- | --- | ------------------- | --------------------- | ------------------ | ---- | --------- | ------- | ----- |
| 1º   | 7   | Pierfrancesco Chili | PSG-1                 | Ducati 998RS       | 28   | 40:35.653 | 3º      | 25    |
| 2º   | 100 | Neil Hodgson        | Ducati Fila           | Ducati 999F03      | 28   | +0:03.068 | 8º      | 20    |
| 3º   | 52  | James Toseland      | HM Plant Ducati       | Ducati 998F02      | 28   | +0:06.072 | 6º      | 16    |
| 4º   | 66  | Mat Mladin          | Suzuki Yoshimura      | Suzuki GSX-R 1000  | 28   | +0:12.322 | 1º      | 13    |
| 5º   | 9   | Chris Walker        | HM Plant Ducati       | Ducati 998F02      | 28   | +0:21.605 | 9º      | 11    |
| 6º   | 120 | Aaron Yates         | Suzuki Yoshimura      | Suzuki GSX-R 1000  | 28   | +0:21.891 | 4º      | 10    |
| 7º   | 15  | Giovanni Bussei     | Ducati Austin         | Ducati 998RS       | 28   | +0:27.068 | 12º     | 9     |
| 8º   | 4   | Troy Corser         | Foggy Petronas Racing | Petronas FP1       | 28   | +0:49.287 | 14º     | 8     |
| 9º   | 6   | Mauro Sanchini      | Kawasaki Bertocchi    | Kawasaki ZX7RR     | 28   | +0:49.679 | 15º     | 7     |
| 10º  | 20  | Marco Borciani      | D.F.X. Racing         | Ducati 998RS       | 28   | +0:50.261 | 18º     | 6     |
| 11º  | 33  | Juan Borja          | D.F.X. Racing         | Ducati 998RS       | 28   | +1:17.878 | 17º     | 5     |
| 12º  | 91  | Walter Tortoroglio  | White Endurance       | Honda VTR 1000 SP2 | 27   | +1 giro   | 22º     | 4     |
| 13º  | 26  | Luca Pedersoli      | Team Pedercini        | Ducati 998RS       | 27   | +1 giro   | 21º     | 3     |

#### Ritirati
| Nº | Pilota           | Squadra                  | Motocicletta      | Giri | Griglia |
| -- | ---------------- | ------------------------ | ----------------- | ---- | ------- |
| 10 | Gregorio Lavilla | Alstare Suzuki           | Suzuki GSX-R 1000 | 22   | 5º      |
| 55 | Régis Laconi     | Caracchi NCR Nortel Net. | Ducati 998RS      | 16   | 2º      |
| 11 | Rubén Xaus       | Ducati Fila              | Ducati 999F03     | 11   | 7º      |
| 99 | Steve Martin     | D.F.X. Racing            | Ducati 998RS      | 11   | 11º     |
| 19 | Lucio Pedercini  | Team Pedercini           | Ducati 998RS      | 11   | 13º     |
| 48 | David García     | Caracchi NCR Nortel Net. | Ducati 998RS      | 4    | 16º     |
| 23 | Jiří Mrkývka     | JM SBK Team              | Ducati 998RS      | 4    | 23º     |
| 8  | James Haydon     | Foggy Petronas Racing    | Petronas FP1      | 1    | 20º     |
| 5  | Ivan Clementi    | Kawasaki Bertocchi       | Kawasaki ZX7RR    | 1    | 19º     |

### Gara 2

#### Arrivati al traguardo[4]
| Pos. | Nº  | Pilota           | Squadra                  | Motocicletta      | Giri | Tempo     | Griglia | Punti |
| ---- | --- | ---------------- | ------------------------ | ----------------- | ---- | --------- | ------- | ----- |
| 1º   | 11  | Rubén Xaus       | Ducati Fila              | Ducati 999F03     | 28   | 40:43.876 | 7º      | 25    |
| 2º   | 100 | Neil Hodgson     | Ducati Fila              | Ducati 999F03     | 28   | +0:11.565 | 8º      | 20    |
| 3º   | 9   | Chris Walker     | HM Plant Ducati          | Ducati 998F02     | 28   | +0:13.064 | 9º      | 16    |
| 4º   | 55  | Régis Laconi     | Caracchi NCR Nortel Net. | Ducati 998RS      | 28   | +0:15.560 | 2º      | 13    |
| 5º   | 10  | Gregorio Lavilla | Alstare Suzuki           | Suzuki GSX-R 1000 | 28   | +0:16.354 | 5º      | 11    |
| 6º   | 15  | Giovanni Bussei  | Ducati Austin            | Ducati 998RS      | 28   | +0:19.685 | 12º     | 10    |
| 7º   | 33  | Juan Borja       | D.F.X. Racing            | Ducati 998RS      | 28   | +0:33.494 | 17º     | 9     |
| 8º   | 6   | Mauro Sanchini   | Kawasaki Bertocchi       | Kawasaki ZX7RR    | 28   | +0:35.564 | 15º     | 8     |
| 9º   | 20  | Marco Borciani   | D.F.X. Racing            | Ducati 998RS      | 28   | +0:35.859 | 18º     | 7     |
| 10º  | 19  | Lucio Pedercini  | Team Pedercini           | Ducati 998RS      | 28   | +0:39.330 | 13º     | 6     |

#### Ritirati
| Nº  | Pilota              | Squadra                  | Motocicletta       | Giri | Griglia |
| --- | ------------------- | ------------------------ | ------------------ | ---- | ------- |
| 5   | Ivan Clementi       | Kawasaki Bertocchi       | Kawasaki ZX7RR     | 27   | 19º     |
| 120 | Aaron Yates         | Suzuki Yoshimura         | Suzuki GSX-R 1000  | 24   | 4º      |
| 52  | James Toseland      | HM Plant Ducati          | Ducati 998F02      | 17   | 6º      |
| 26  | Luca Pedersoli      | Team Pedercini           | Ducati 998RS       | 17   | 21º     |
| 4   | Troy Corser         | Foggy Petronas Racing    | Petronas FP1       | 14   | 14º     |
| 23  | Jiří Mrkývka        | JM SBK Team              | Ducati 998RS       | 4    | 23º     |
| 8   | James Haydon        | Foggy Petronas Racing    | Petronas FP1       | 3    | 20º     |
| 91  | Walter Tortoroglio  | White Endurance          | Honda VTR 1000 SP2 | 3    | 22º     |
| 48  | David García        | Caracchi NCR Nortel Net. | Ducati 998RS       | 2    | 16º     |
| 99  | Steve Martin        | D.F.X. Racing            | Ducati 998RS       | 0    | 11º     |
| 7   | Pierfrancesco Chili | PSG-1                    | Ducati 998RS       | 0    | 3º      |